# Agrin Rahmani
Agrin Rahmani, född 1991, är en svensk multi-platina producent och låtskrivare som är uppväxt i Örebro men bosatt i Stockholm. Åren 2007-2010 studerade Agrin på Risbergska gymnasiets musikestetiska program i Örebro. Hans karriär inleddes år 2015 som producent och låtskrivare för artisten LÉON , vars debutsingel “Tired of Talking” sålde guld i Sverige och har streamat över 80 miljoner gånger på Spotify . Han har även producerat och skrivit musik för artister som Veronica Maggio, Skott, Augustine, Zikai, Benjamin Ingrosso, Bipolar Sunshine och Astrid S. Agrin äger sitt eget musikförlag RMI Music sedan 2016 och är signad till Sony Music Publishing sedan 2018. 
2017 vann Rahmani "Årets Songwriter/Producer" på Denniz Pop Awards.
2019 Grammis-nominerades och P3-Guld-nominerades Rahmani i kategorin “Årets Låt” för Veronica Maggios “Tillfälligheter”. 
2022 Grammis-nominerades Rahmani i kategorierna "Årets Album" och "Årets Alternativa Pop" för Augustines "Weeks Above The Earth".

## Credits i urval[11]
| År   | Titel                                    | Artist                  | Credits         | Album                                   |
| ---- | ---------------------------------------- | ----------------------- | --------------- | --------------------------------------- |
| 2015 | "Tired of Talking"                       | LÉON                    | Writer/Producer | Treasure EP                             |
| 2015 | "Treasure"                               | LÉON                    | Writer/Producer | Treasure EP                             |
| 2015 | "Nobody Cares"                           | LÉON                    | Writer/Producer | Treasure EP                             |
| 2015 | "Léons Lullaby"                          | LÉON                    | Writer/Producer | Treasure EP                             |
| 2016 | "Tired of Talking (feat. G-Eazy)"        | LÉON                    | Writer/Producer | Tired of Talking (Remixes)              |
| 2016 | "Tired of Talking - A-Trak & Cory Enemy" | LÉON                    | Writer/Producer |                                         |
| 2016 | "Think About You"                        | LÉON                    | Writer/Producer | For You EP                              |
| 2016 | "Liar"                                   | LÉON                    | Writer/Producer |                                         |
| 2016 | "Porcelain"                              | Skott                   | Writer/Producer | Always Live For Always                  |
| 2016 | "Lack of Emotion"                        | Skott                   | Writer/Producer | Lack of Emotion                         |
| 2017 | "For You"                                | LÉON                    | Writer/Producer | For You EP                              |
| 2017 | "Sleep Deprived"                         | LÉON                    | Writer/Producer | For You EP                              |
| 2017 | "Mermaid"                                | Skott                   | Writer/Producer | N/A                                     |
| 2018 | "Fading"                                 | Alle Farben ft. Ilira   | Writer          | Sticker On My Suitcase                  |
| 2018 | "Streetlights on March 2.0"              | Jackson Penn            | Producer        | N/A                                     |
| 2018 | "Complex"                                | Nirob Islam             | Writer/Producer | N/A                                     |
| 2018 | "No Vibe"                                | Nirob Islam             | Writer/Producer | N/A                                     |
| 2018 | "Call on Me"                             | Kim Cesarion            | Writer/Producer | Bleed                                   |
| 2018 | "Stay Off My Mind"                       | Skott                   | Writer/Producer | Stay Off My Mind EP                     |
| 2018 | "Don't Trust Myself"                     | Robinson                | Writer          | N/A                                     |
| 2019 | "Luzon"                                  | Augustine               | Writer/Producer | Wishful Thinking EP                     |
| 2019 | "Viola"                                  | Augustine               | Writer/Producer | Wishful Thinking EP                     |
| 2019 | "Wishful Thinking"                       | Augustine               | Writer/Producer | Wishful Thinking EP                     |
| 2019 | "A Scent of Lily"                        | Augustine               | Writer/Producer | Wishful Thinking EP                     |
| 2019 | "Guts"                                   | Augustine               | Writer/Producer | Weeks Above The Earth                   |
| 2019 | "Tillfälligheter"                        | Veronica Maggio         | Writer/Producer | Fiender är Tråkigt                      |
| 2019 | "5 minuter"                              | Veronica Maggio         | Writer/Producer | Fiender är Tråkigt                      |
| 2019 | "Där hjärtat satt förut"                 | Veronica Maggio         | Writer/Producer | Fiender är Tråkigt                      |
| 2019 | "En Timme Till"                          | Veronica Maggio         | Writer/Producer | Fiender är Tråkigt                      |
| 2019 | "Bloodhound"                             | Skott                   | Writer/Producer | Always Live For Always                  |
| 2019 | "Midas"                                  | Skott                   | Writer/Producer | Always Live For Always                  |
| 2019 | "Snakes"                                 | Nirob Islam             | Writer/Producer | N/A                                     |
| 2019 | "Amy's Song"                             | Matt Simons             | Writer          | After The Landslide                     |
| 2019 | "Liquor Kisses"                          | Zikai                   | Writer/Producer | Make You Mine                           |
| 2019 | "Outside"                                | Koda                    | Writer/Producer | N/A                                     |
| 2019 | "Patience"                               | Koda                    | Writer/Producer | N/A                                     |
| 2020 | "Picking Up Speed"                       | Augustine               | Writer/Producer | Weeks Above The Earth                   |
| 2020 | "Coast"                                  | Augustine               | Writer/Producer | Weeks Above The Earth                   |
| 2021 | "Prom"                                   | Augustine               | Writer/Producer | Weeks Above The Earth                   |
| 2021 | "Sweet Love"                             | Augustine               | Writer/Producer | Weeks Above The Earth                   |
| 2021 | "Backseat"                               | Augustine               | Writer/Producer | Weeks Above The Earth                   |
| 2021 | "Fatigue"                                | Augustine               | Writer/Producer | Weeks Above The Earth                   |
| 2021 | "Fragrance"                              | Augustine               | Writer/Producer | Weeks Above The Earth                   |
| 2021 | "Summer Wine"                            | Augustine               | Writer/Producer | Weeks Above The Earth                   |
| 2021 | "Easy"                                   | Augustine               | Writer/Producer | Weeks Above The Earth                   |
| 2021 | "SE MIG"                                 | Veronica Maggio         | Writer/Producer | Och som vanligt händer det något hemskt |
| 2021 | "Nu stannar vi på marken"                | Veronica Maggio         | Producer        | Och som vanligt händer det något hemskt |
| 2021 | "På en buss"                             | Veronica Maggio         | Writer/Producer | Och som vanligt händer det något hemskt |
| 2021 | "Varsomhelst/Närsomhelst"                | Veronica Maggio         | Writer/Producer | Och som vanligt händer det något hemskt |
| 2021 | "I've Been Waiting"                      | Elias                   | Writer/Producer | Holy, Endlessly Sad, Love               |
| 2021 | "Bad 4real"                              | Zikai                   | Writer/Producer | N/A                                     |
| 2022 | "Loser"                                  | Benjamin Ingrosso       | Writer/Producer | LOSER                                   |
| 2022 | "Sunshine"                               | Brother Leo             | Writer/Producer | PoP Poetry                              |
| 2022 | "American Dream"                         | Bipolar Sunshine        | Writer/Producer | 3034                                    |
| 2022 | "New World Coming"                       | Augustine               | Producer        | N/A                                     |
| 2023 | "Time After Time"                        | Pascal Letoublon, Ilira | Writer          | N/A                                     |
| 2023 | "Firetrucks on Fire"                     | Skott                   | Producer        | Roses N Guns                            |
| 2023 | "Darkest Hour"                           | Astrid S                | Writer/Producer | Felt Cute Might Delete Later            |
| 2023 | "Mary Cookins"                           | Augustine               | Writer/Producer | N/A                                     |
| 2023 | "Sun In Her Eyes"                        | Augustine               | Writer/Producer | N/A                                     |
| 2023 | "Super 8"                                | Zikai                   | Writer/Producer | don't look at the moon                  |
| 2023 | "Whatever you say"                       | Zikai                   | Writer/Producer | don't look at the moon                  |
| 2023 | "Natural"                                | Valley                  | Writer/Producer | Lost in Translation                     |
| 2023 | "Evenings & Weekends"                    | Valley                  | Writer/Producer | Lost in Translation                     |
| 2023 | "Either Way, I'm Going Your Way"         | Valley                  | Writer/Producer | Lost in Translation                     |
| 2023 | "We Don't Need Malibu"                   | Valley                  | Writer/Producer | Lost in Translation                     |
| 2023 | "Keep My Stuff"                          | Valley                  | Writer/Producer | Lost in Translation                     |
| 2023 | "Big Yet Plane"                          | Valley                  | Writer/Producer | Lost in Translation                     |
| 2023 | "big white light"                        | Kate Peytavin           | Writer/producer | Big white light                         |
| 2023 | "Det kommer aldrig va över"              | Veronica Maggio         | Producer        | N/A                                     |